# Pachysuchus imperfectus
Pachysuchus imperfectus es la única especie conocida del género dudoso extinto Pachysuchus de dinosaurio saurisquio sauropodomorfo que vivió a principios del período Jurásico, hace aproximadamente entre 196 a 189 millones de años, durante el Hettangiense al Sinemuriense, en lo que es hoy Asia. Es conocido a partir de un rostro parcial muy mal preservado que fue descrito de la Serie Inferior de Lufeng en Yunnan  de China por el paleontólogo C.C. Young en 1951. El nombre genérico se traduce como "cocodrilo grueso", el nombre específico significa "imperfecto" en latín.  Young identificó el rostro como el de un fitosaurio, un crurotarso de hocico largo semejante a un cocodrilo. Los fitosaurios fueron comunes en el Triásico pero ninguno es conocido del Jurásico, por lo que se considera que se extinguieron durante la extinción masiva del Triásico-Jurásico. El rostro del cual Young describió el espécimen se perdió desde entonces, y por ello la primera descripción del género ha sido cuestionada. La mala preservación del espécimen y su presencia en lechos rocosos del Jurásico hacen dudoso que Pachysuchus sea un fitosaurio. Paul M. Barrett y Xu Xing en 2012 localizaron el holotipo de P. imperfectus, espécimen IVPP V 40 y lo identificaron como perteneciente a un sauropodmorfo taxonómicamente indeterminado, posiblemente cercanamente relacionado con los dinosaurios saurópodos. De acuerdo a Barrett y Xu, el holotipo de Pachysuchus "no tiene algún rasgo único o una combinación de características única", difiere de otros rostros de sauropodomorfos chinos del Jurásico Inferior, pero no se puede excluir que estas diferencias sean causadas por la mala preservación, por lo que es un nomen dubium.